# Jedlé houby

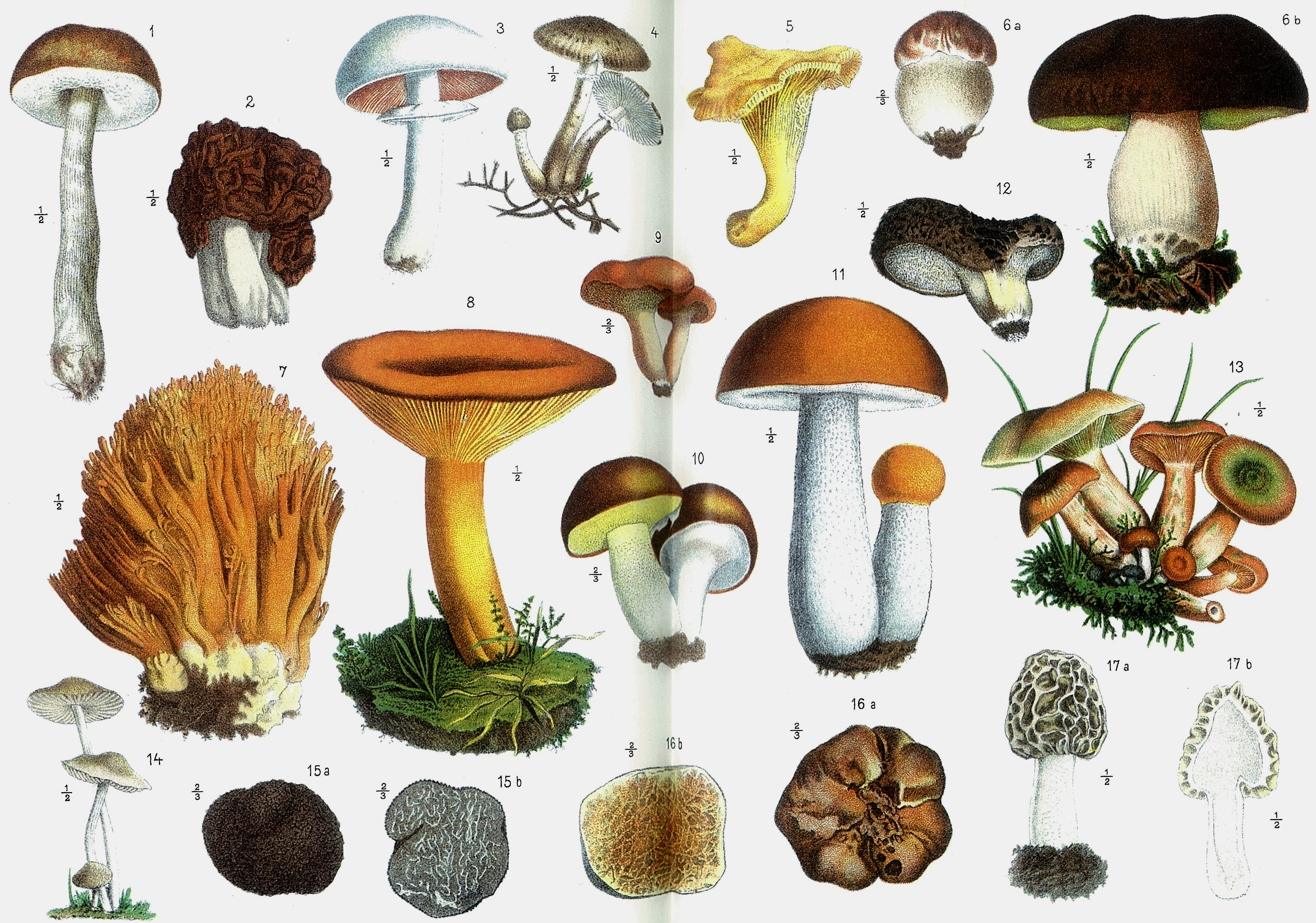
Jedlé houby

Jako jedlé houby jsou označovány plodnice některých druhů makroskopických hub.
Jedlost hub je stanovena pomocí kritérií, která zahrnují především nepřítomnost jedovatých látek, poživatelnost a žádoucí chuť.
Jedlé houby se konzumují pro svou nutriční nebo kulinářskou hodnotu.

## Problematika konzumace hub
- Houby jsou potravina, která v čerstvém stavu velmi rychle podléhá rozkladu, často bývá napadena hmyzem nebo jinými, především nižšími houbami. Napadené plodnice bychom měli z konzumace vždy vyloučit.

- Některé houby jsou jedlé teprve po patřičné úpravě, která odstraňuje obsažené jedy, odpornou chuť nebo nepoživatelnou konzistenci. Tato specifika je nutné znát, pokud takové druhy chceme konzumovat.

- Existují postupy, které mohou učinit některé jedovaté nebo nejedlé houby vhodnými ke konzumaci. Mezi tyto postupy patří tepelná úprava, případně fermentace mléčným kvašením.

- Před konzumací jakékoliv houby by si měl být strávník zcela jistý, o jaký druh se jedná, aby se předešlo možnosti otravy. Nejčastěji k omylům dochází mezi muchomůrkami, problematické jsou především prudce jedovaté muchomůrky zelené a muchomůrky tygrované, druhá z nich se podobá jedlé muchomůrce růžovce.

- Při nesprávném zpracování jedlých hub může dojít k otravě jídlem. Některé, pro většinu lidí jedlé houby, mohou u někoho vyvolat silné alergické reakce.

- Houby rostoucí ve znečištěném prostředí do sebe mohou ukládat jedovaté látky (často těžké kovy) ze svého okolí a po konzumaci mohou rovněž způsobit zdravotní potíže.[3]

- Jedlé houby jsou sklízeny ve volné přírodě, nebo jsou pěstovány. Na trzích jsou k dispozici pěstované i sbírané houby včetně například lanýžů, které rostou v podzemí a je obtížné je získat.

## Historie
První zmínky o konzumaci hub pochází starověku. Archeologové během průzkumu 13 000 let starého naleziště v Chile našli důkazy o tom, že lidé jedli houby již v té době. Ötzi, mumifikovaný muž, který žil v Evropě mezi okolo roku 3 200 př. n. l., měl v žaludku dva druhy hub. V Číně se houby používaly od starověku nejen v kuchyni, ale také v léčitelství. Starověcí Řekové, především jedinci z vyšších společenských tříd, houby běžně jedli a římští císaři měli speciální ochutnávače, kteří zjišťovali, zda je konzumace daných hub bezpečná.

## Současnost

### Komerčně pěstované houby

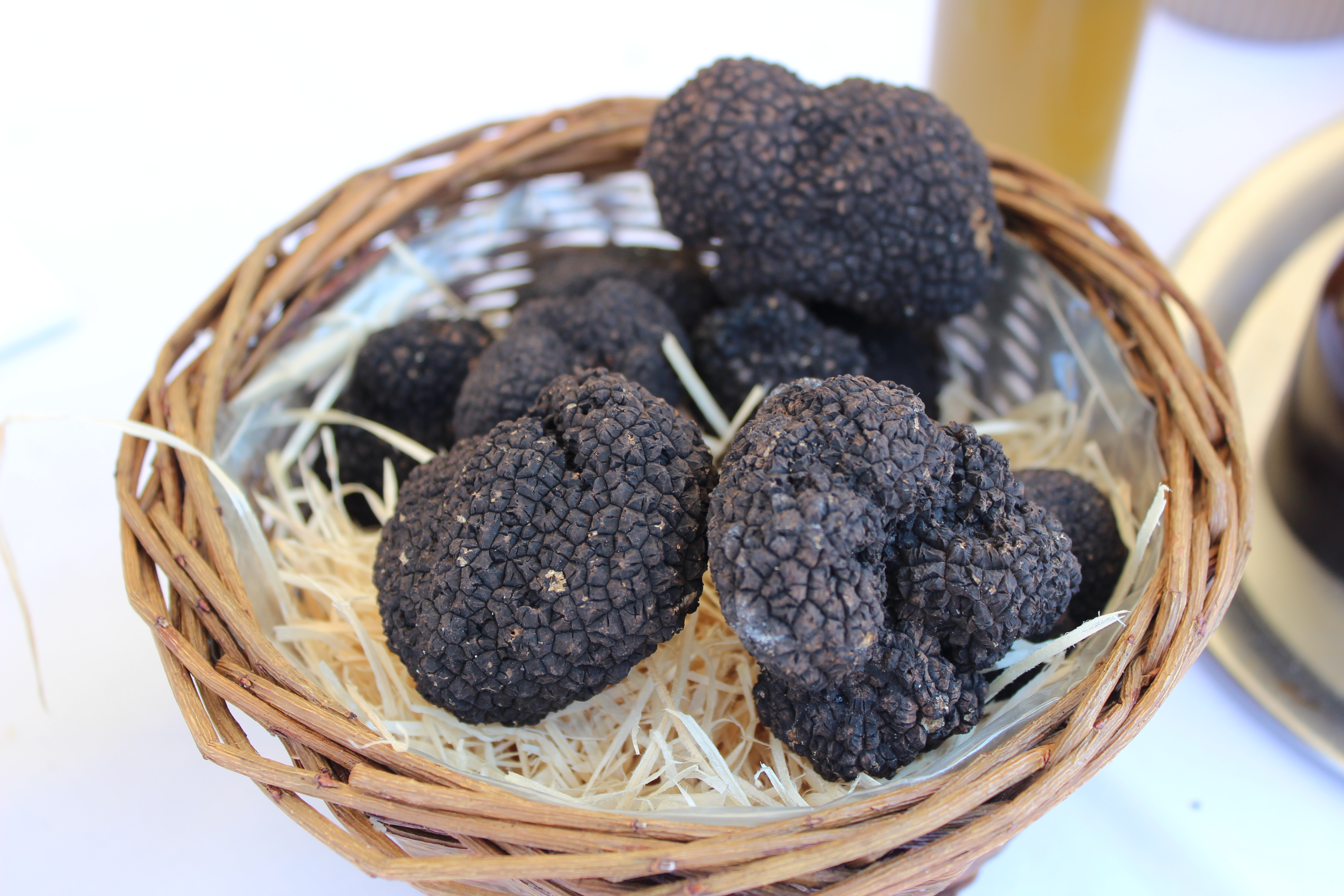
Lanýže

Pěstování a kultivace hub má dlouhou historii a komerčně se pěstuje více než dvacet druhů. Pěstováním hub se zabývá mnoho států, největšími producenty a vývozci jsou Čína, Spojené státy, Polsko, Nizozemsko a Indie. Mezi tyto houby se řadí lanýže, žampiony, některé druhy hřibů, smržů a pýchavek.

### Tržní houby
Některé druhy se pěstují obtížně nebo nebyla dosud objevena metoda jak je úspěšně pěstovat. Některé z těchto druhů jsou proto sklízeny ve volné přírodě a lze je nalézt nejčastěji na místních trzích, ale mohou být i vyváženy. Nejznámější takovou houbou je hřib.

### Další jedlé houby

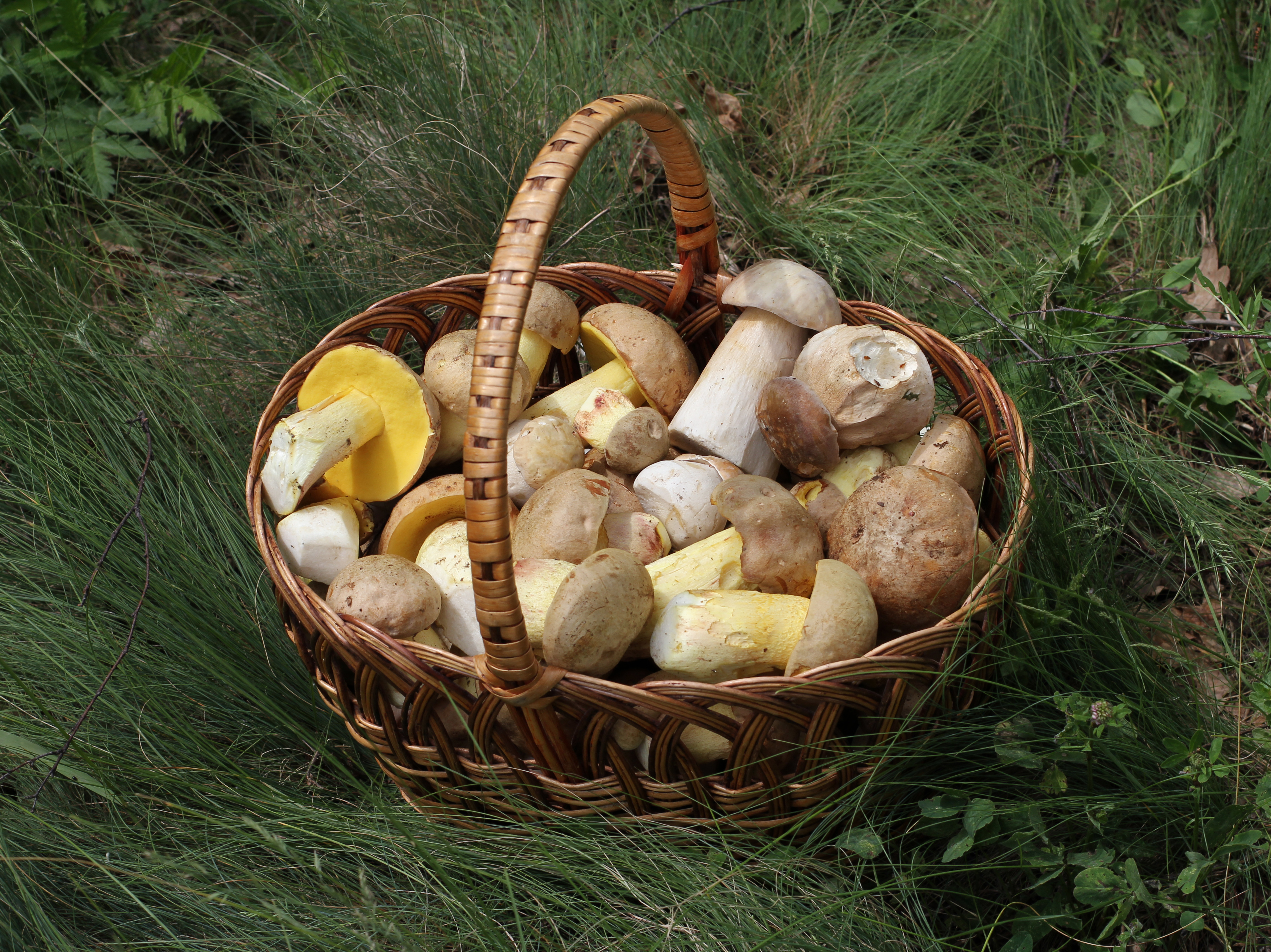
Houby v košíku

Mnoho druhů přirozeně rostoucích hub je sbíráno pro osobní potřebu. Jedná se o druhy, které lze snadno identifikovat „v terénu“ bez použití speciálních chemických rozborů nebo mikroskopu. Neoficiální seznamy hub vhodných pro takovýto sběr se liší nejen v jednotlivých státech, ale i mezi jednotlivými regiony. Z těchto hub je známá například pečárka ovčí.

## Nutriční hodnoty
Běžně jedlou houbou je pečárka dvouvýtrusá. Na 100 gramů této houby připadá 28 kilokalorií, je tvořena převážně vodou (89,6 %) sacharidy (3 %), bílkovinami (2,79 %) a tuky (0,24 %). Ve 100 gramech obsahuje pětinu doporučené denní dávky riboflavinu, také niacin, kyselinu pantotenovou a fosfor. Žampiony v syrovém stavu jsou nutričně chudší, protože lidské tělo z nich nedokáže veškeré živiny extrahovat, tepelnou úpravou lze nutriční hodnotu zvýšit.

### Vitamin D
Obsah vitamínu D je nízký, pokud nejsou houby během růstu, nebo alespoň během sušení, vystaveny slunečnímu záření nebo nejsou záměrně ošetřovány ultrafialovým světlem.
Výzkum ukázal, že po vystavení žampionu přímému slunečnímu záření po dobu jedné hodiny žampion obsahoval dvojnásobek denní doporučené dávky vitamínu D a žampion vystavený na 5 minut umělému ultrafialovému světlu obsahoval čtyřnásobek denní doporučené dávky vitamínu D.

## Bezpečnost
Některé druhy hub jsou toxické nebo nestravitelné, pokud jsou syrové.